# プロ野球スピリッツA
プロ野球スピリッツA（プロやきゅうスピリッツエース）は、Appストア、Google Playストア、Amazonアプリストアより配信されているスマートフォン専用のプロ野球ゲーム。略称は『プロスピA（プロスピエース）』。制作会社はコナミデジタルエンタテインメントで、同社から発売されているプロ野球ゲームシリーズ「プロ野球スピリッツ」のモバイルゲーム版であり、3D技術を用いた選手のリアルな再現を特徴としている。

## 概要

### ゲーム概要
試合・イベントの報酬として与えられる「契約書」や「スカウトポイント」「コイン」「エナジー」などから獲得した選手を、試合、特訓などを通して強化し、ひいてはチームを強化するのがこのゲームの目標である。コンピュータと対戦する「Vロード」「試練」「チャレンジカップ」、毎週開催される自動試合対戦「リーグ戦」、自操作による他ユーザーとのオンライン対戦「リアルタイム対戦」にてユーザーが作ったチームによる対戦が行われる。

### 球場
デフォルトとなっている2か所の架空球場（野外球場・ドーム球場）、イベント専用の架空球場（クラウンスタジアム）のほか、過去のアップデートにより実在の野球場が実装されている。
| 追加日                         | 球場名                                    | 備考 |
| ------------------------------ | ----------------------------------------- | --- |
| 2019年3月27日 （Ver. 8.0.0）   | 明治神宮野球場                            | セントラル・リーグホーム球場                                                                                 |
| 2019年3月27日 （Ver. 8.0.0）   | 東京ドーム                                | セントラル・リーグホーム球場                                                                                 |
| 2019年3月27日 （Ver. 8.0.0）   | 横浜スタジアム                            | セントラル・リーグホーム球場                                                                                 |
| 2019年3月27日 （Ver. 8.0.0）   | ナゴヤドーム→バンテリンドーム ナゴヤ      | セントラル・リーグホーム球場                                                                                 |
| 2019年3月27日 （Ver. 8.0.0）   | 阪神甲子園球場                            | セントラル・リーグホーム球場                                                                                 |
| 2019年3月27日 （Ver. 8.0.0）   | MAZDA Zoom-Zoom スタジアム広島            | セントラル・リーグホーム球場                                                                                 |
| 2019年4月26日 （Ver. 8.1.0）   | 坊っちゃんスタジアム                      | |
| 2019年4月26日 （Ver. 8.1.0）   | 倉敷マスカットスタジアム                  | |
| 2020年6月25日 （Ver. 10.3.0）  | 福島県営あづま球場                        | |
| 2020年10月19日 （Ver. 11.0.0） | 楽天生命パーク宮城→楽天モバイルパーク宮城 | パシフィック・リーグホーム球場                                                                               |
| 2020年10月19日 （Ver. 11.0.0） | メットライフドーム→ベルーナドーム         | パシフィック・リーグホーム球場                                                                               |
| 2020年10月19日 （Ver. 11.0.0） | ZOZOマリンスタジアム                      | パシフィック・リーグホーム球場                                                                               |
| 2020年10月19日 （Ver. 11.0.0） | 京セラドーム大阪                          | パシフィック・リーグホーム球場                                                                               |
| 2020年10月19日 （Ver. 11.0.0） | 福岡PayPayドーム→みずほPayPayドーム福岡   | パシフィック・リーグホーム球場                                                                               |
| 2020年10月19日 （Ver. 11.0.0） | 札幌ドーム                                | 北海道日本ハムファイターズホーム球場（実装当時） 2023年 Season1（Ver16.0.0）以降は球場設定で選択できなくなる |
| 2023年5月25日（Ver.16.2.0）    | エスコンフィールドHOKKAIDO                | パシフィック・リーグホーム球場                                                                               |

### コラボ
実在の野球選手や企業などとコラボし、登場選手の監修・セレクションやイベントへの協賛を行っている。
- ダルビッシュ有：本人の名を冠したセレクションおよびイベントが複数回行われている。 2020年以降、自身の選んだ選手と、自身で能力を監修したダルビッシュ有が登場した「ダルビッシュセレクション」を毎年開催[注 3]。 2021年より、リアル軌道の投球軌道ルールで行われる全国大会「ダルビッシュチャレンジカップ」が開催されている。 なお、コラボ以前からダルビッシュはプロスピAのアクティブプレイヤーで、2020年のアップデートより、本人のアカウントにはプロスピ初の認証マークが付いている。
- 石橋貴明：石橋が投手や打者として登場するイベントが2回開催されているほか、2021Series1のセレクションは「石橋貴明セレクション」と称し、自身の選んだ選手12名がセレクション選手として登場した。
- 藤川球児、田中将大：自身の選んだOBセレクションを開催した。藤川コラボでは、藤川本人要望の「火の玉ストレート」を搭載した藤川が登場した。
- ジョージア：2021年12月に行われた、プロスピでは初となるとの企業コラボ。 景品としてジョージア製品と交換できる、デジタルチケットもイベント報酬として得ることができる[3]。
- イチロー：2022年2月22日、MLBのシアトル・マリナーズの会長付特別補佐兼インストラクターであるイチローとのコラボレーション企画の一環でイチローが本作に登場することが発表。イチローが登場するイベントが開催され、ダルビッシュ有が能力を監修した選手としてのイチローが登場した[4]。また同年10月21日には、「イチローセレクション」と称し、イチロー自身が選出したOBセレクションが開催された。2023年、「日本代表セレクション2009」として別バージョンも登場した際は、WBC2023開催記念と称して特別インタビューが公開された[5]。
- 大谷翔平:2024年公式アンバサダーに就任。OB第二弾大谷セレクションが開催された。大谷自身は投手、野手どちらの方にも登場し野手はデフォルトでパワーSという規格外の性能で投手は大きく曲がるスイーパーが実装された。
- 古田敦也、里崎智也:2024Series2にて、古田がセ・リーグ、里崎がパ・リーグから各6名ずつ選出したOBセレクションが開催された[6]。

### スピリーグ
2021年より開始。 「eBASEBALL プロスピAリーグ」の名称で開催されている。
各球団の球団代表オンライン予選（純正大会）を勝ち上がり、その上位12名の選手から面接を通過した8名が球団代表決定戦に出場、上位3名(前年度からの継続契約選手がいる場合は継続契約+上位2名)が球団代表のプロ選手としてスピリーグに出場する。
試合時は各球団自チームの現役選手のみ使用可能(タイムスリップ選手・スピリーグ監督が使用可能な節もあり)。
セ・リーグ、パ・リーグの6球団ごとに分かれてペナントレース全5節を戦い、各リーグ上位3チームずつがeCS、eCS突破チームがe日本シリーズを戦い日本一を目指す。

### 実況・解説
|      | 氏名     | 備考                                                                   |
| ---- | -------- | ---------------------------------------------------------------------- |
| 実況 | 三橋泰介 |                                                                        |
| 解説 | 小宮山悟 | 2016年10月21日（Ver. 3.0.0）より登場。                                 |
| 解説 | 仁志敏久 | 2016年10月21日（Ver. 3.0.0）より登場。                                 |
| 解説 | 里崎智也 | 2019年4月24日（Ver. 9.0.0）より登場。 別途アプリ内ダウンロードが必要。 |
| 解説 | 赤星憲広 | 2019年4月24日（Ver. 9.0.0）より登場。 別途アプリ内ダウンロードが必要。 |

### 調子くん
このゲームのマスコットキャラクター。PlayStation及びNintendo Switch版のプロスピでも登場しており、それらの作品では選手の調子を示す顔として使用されている。本作ではゲームの概要説明、プロスピアカウントの認証マーク（本作をプレイしている有名人のなりすましを防ぐためのもので、2022年12月現在ダルビッシュ有のアカウントに付けられている）、イベント、ガチャ演出で登場。
このアプリの配信に先行し、『プロ野球スピリッツ2015』の早期購入特典としてアプリ版の『実況パワフルプロ野球』へゲスト出演した。チュートリアルにてナビゲーターを務める他、ロード画面や様々なイベントなど随所に登場する。調子くんのLINEスタンプも発売された。

### 評価・ライセンス
2024年9月時点で累計ダウンロード数が5600万回を突破。
2016年にはGoogle Playが選定する「ベストオブ 2016」の「2016年ベストゲーム」において、「ベストグラフィックゲーム部門」大賞を受賞した。
2021年には約478億3600万円を売り上げ、「ファミ通モバイルゲーム白書2022」調べで5位にランクインした。
- 日本野球機構承認[1][10]
- 日本プロ野球OBクラブ公認[1]
- 日本プロ野球名球会公認[1]
- 日本プロ野球外国人OB選手会公認
- プロ野球フランチャイズ球場公認

## 試合

### 主な試合
Vロード
CPUと計14節・38試合を戦い、プレーオフを経て日本一を目指すモード。 他の試合に比べ獲得経験値が多く、所持選手のレベル育成に向く。また勝利したことのない相手に勝利すると初回勝利報酬（5エナジー）を獲得することができる。一定数日本一になると貰える日本一達成報酬もあり、自チームSランク契約書やSランク契約書など豪華な報酬も存在する。
リーグ
1日3節。1節に5試合行い、近い勝敗数でマッチングした相手と行われる完全自動試合モード。プレイヤーレベル20からプレイ可能。 月曜日から日曜日まで合計105試合が行われ、その勝敗数でリーグランクの昇格、残留、降格が決まる。リーグランクは1から覇王(10)まで存在し、その週で決定した次週のリーグランクに応じて、毎週月曜日にエナジーを獲得できる。リーグ覇王で上位を取ると、プロフィール欄が金色(1位の場合)などの特別なカラーデザインになる。主に試合の勝敗は選手の能力値、チームスピリッツ、コンボなどで決められる。
試練
特殊能力の習得に必要なアイテムを得るための試合。 活躍報酬によってアイテムを得られ、試合に勝利することで、勝利ボーナスとしてさらにアイテム獲得となる。
試練は曜日ごとの更新で、月曜日から土曜日は順に、「剛力」「俊敏」「技巧」「心」「印」「富（コイン）」、日曜日は1時間ごとに6つの試練をローテーションでプレイできる。 たまにイベントにて開催される「試練大解放」時は、制限なしに全試練をプレイでき、勝利ボーナスが通常の2倍に増える。 なお、「試練チケット」を消費することでも、別の試練の60分間開放(1枚)や、「試練大解放」(5枚)を行うことができる。
練習試合
自身の「フレンド」とのCPU対戦が可能なモード。スタミナは消費せず、1日30人の相互フォローのオーダーと試合できる。
出番タイプや相手AIの強度、球速タイプなど細かな設定が可能。わずかながら経験値を獲得可能。
チャレンジカップ
週替わりで参加条件が変わるカップ戦。 5試合を行い全て勝利し優勝することで報酬を得ることができる。 報酬は各週3つ用意されており、15勝(3回優勝)することで全て獲得できる。各カップ戦の名称および参加条件は以下の通り。
* 12チームカップ：12球団全チームの選手がオーダーに入っていること
* チーム魂カップ：オーダーに入っている選手全員が同一チームの選手であること
* コストnカップ：合計チームコストが一定以下(シリーズが変わるたび少しずつ増加)であること
* 特殊能力カップ：チームの合計特殊能力レベルが24以上であること
* Aランクカップ：Aランク以下の選手のみで組まれたオーダーであること
最強決定戦
2、3ヶ月ごとに開催されるイベント。「リーグ」と同じく全自動での試合進行となり、1週間戦う。 ユーザーを所属リーグランクごとにグループに分けてマッチングする「リーグ」とは異なり、グループに分けず全参加ユーザーをマッチング対象とする。 成績によってランキングが作成され、順位に応じて報酬やスペシャルアイコンが得られる他、上位500位以内にランクインしたユーザーは「殿堂入り」となり一定期間イベントページにユーザー名が公開される。また、順位に関わらず各々の戦績と順位が表示された勲章が全参加ユーザーに授与される。
チーム編成に独自の制限を設けた複数のリーグがあり、各回ごとに順に開催される（セ・パ限定リーグ・コストnリーグは同時開催で実施）。それぞれの名称及び概要は以下の通り。
* オールスターリーグ：チームコスト制限が無く、完全に自由なオーダー編成が可能。
* 12球団別リーグ：全選手を同一球団所属の選手で統一して作成したオーダーであることが参加条件。各球団ごとの計12リーグが同時開催となる。
* セ・パ限定リーグ：全選手をセ・リーグあるいはパ・リーグ球団所属いずれかの選手で統一してオーダーを作成していることが参加条件。2リーグ制が同時に開催される。
* コストnリーグ：チームコストをn以内（シリーズが変わるたび少しずつ増加）に制限した状態でオーダーを作成していることが参加条件。
タッグリーグ：選手の所属している球団がセリーグパリーグそれぞれ1球団ずつで構成されたオーダーであることが参加条件。セパのチームの組み合わせは自由である。
リアルタイム対戦
他のユーザーとリアルタイムでの通信対戦を行うことができるモードで、プレイヤーレベル20以上でプレイ可能。2018年4月に追加。 2017年12月2日にベータ版として初実装されて以来、3度の期間限定開催を経て2018年4月2日から常設コンテンツとして実装された。2018年にはこのモードを使用したeスポーツ大会「プロスピAチャンピオンシップ」が初めて開催された。
ランダムにマッチングする相手と戦い勝ち抜く「ランク戦」、2, 3ヶ月ごとに開催される「全国大会」と、対決方式を設定したルームを作成し誘い合わせた友人などと自由に対戦できる「ルーム戦」、野球盤のようなルールの「野球盤」などがある。 通信対戦となるにあたり、選手の操作方法などが通常の試合とは異なった仕様となっている（ゾーン打ちの使用が不可、上方向の球種の体感球速が早くなるなど）。

### 出番（試合操作）
Vロードをはじめとする試合は基本的に自動で進行するが、プレイヤーが実際に選手を操作して試合の流れを変えることができる「出番」がある。出番は1試合につき3度（延長戦などの場合は4度）。出番で活躍することで「活躍ゲージ」を上昇させ、獲得ポイント数に応じて「活躍報酬」を得ることができる。設定によって出番のスキップを選択することも可能。
打撃（野手操作）
打撃の出番では、相手投手が投げてきた球をタイミングよく打つことで打撃ができる。打撃方法は「ゾーン打ち」「ミート打ち」「強振」の3種。「ゾーン打ち」はタイミング良く「タップする」のに対し、「ミート打ち」「強振」はドラッグ操作によって打撃カーソルを動かし投球に合わせてタイミングよく指を「離す」ことでスイングを行う。「ゾーン打ち」「ミート打ち」「強振」の順でカーソルが小さくなるが、その分遠く飛ばせるゾーンは広くなり、通常より強く球を打つことができるなど長打が出やすい。
「バント」を選択した状態で画面に触れるとバントの構えに入り、そのままドラッグでカーソルを操作することでバントができる。投手が投げてきたタイミングでバントの構えをするとセーフティーバントの判定になり、通常より走り出しが早くなる。「強振」を選択した状態でバントするとプッシュバント判定になり、通常より強くボールを叩くことができる。
ランナーがいる場合においては盗塁コマンドを使用できる。投手が投球した瞬間にスタートを切るが、盗塁の成功率は走者の走力やスタートのタイミングの評価、相手キャッチャーの能力などにより決まる。ディレイドスチールも行え、走者一、三塁から両走者に盗塁指示し、ディレイドスチールを行う指示をすることで実行される。
その他、選手交代で代打や代走を出すことも可能である。
特定の場面では、相手投手が「球速UP」「リアルスピード」「リアル軌道」などといった特殊な投球を行う。
投球（投手操作）
球種選択後、ドラッグ操作で投球カーソルを動かしコースを指定。指を画面から離すことで投球動作を開始し、リリースポイントを示すカーソル表示に合わせてタイミングよく画面をタップすることで狙ったコースに近く投げられるようになる。リリースのタイミングをしっかり合わせることができると「ベストピッチ」、「ナイスピッチ」と判定され球威が上がり打ち辛い投球となる。タイミングがやや外れた場合は指定したコースから大幅に異なるコースに投球されるが、タイミングを大きく外した場合は失投となり、あらぬコースに投球される。投球を続けてスタミナが減ってくると制球力や球威、変化球の変化量が低くなる。
選手交代では投手と守備に就いている野手を交代させることが可能。
監督リクエスト
1試合3度の出番の内、1度は「監督リクエスト」（後述の特別リクエストが出た場合2回）というプレイの指定を伴い、そのリクエストに応えることができると活躍ゲージにボーナスが付与される。ボーナスは付与ポイントの高い順に「GREAT」「GOOD」「NICE」で、リクエストに失敗すると「MISS」の表示と共にボーナス得点なし（ただし減点はしない）となる。
野手操作の場合、「ビッグイニングを狙え」（最大5得点以上を獲得するまで自操作が可能）「このチャンスを活かして得点しろ」「得点を奪え」（走者が本塁に生還するまで操作可能（得点を奪えは場合による））などで複数打席が設けられる。投手操作の場合も打撃の出番同様、「クリーンナップを抑えろ」「上位打線を抑えろ」「トップバッターへ回すな」といった複数打席の出番がある（抑えるか一定の失点をするまで操作可能）。
また、9回時点で同点時には「この回で勝負を決めろ!」や、3点差以内のビハインド時は「最後の1球まで諦めるな!」の特別リクエストが出る（いずれも逆転/勝ち越し/サヨナラ時まで自操作が可能）。
期間限定イベントでは、調子くんなど監督以外からの「リクエスト」が発生することがある。
1イニングプレイ
Vロードの各ラウンドの最終戦やチャレンジカップの決勝戦など節目の試合では、3度目の出番が投打いずれかで「1イニングプレイ」になることがあり、3アウト（投手、打者共通）または10得点する（打者の場合）まで当該イニングをプレイすることができる。これらの試合に限り監督リクエストは発生しない。

## 選手
登場選手には年度・時期によって「シリーズ」が設定されており、基本として3月下旬 - 11月下旬にスカウト・契約書などから登場する選手が「〇〇 Series 1（シリーズ1）」（〇〇は西暦）、同年9月下旬 - 翌年3月下旬（シーズン終了）までに登場する選手が「〇〇 Series 2（シリーズ2）」として配信される。その他、監督・コーチ陣や、現役選手が全盛期能力で登場する「〇〇 series1 TS（タイムスリップ）第〇弾」、OB選手が登場する「〇〇 series2 OB第〇弾」などがある。series切り替わりごとに最大スピリッツ値が上昇するほか、実際のプロ野球での成績に基づき能力の変更などが行われる。シリーズ2の登場から2ヶ月ほどは「移行期間」として、スカウト・契約書などからシリーズ1とシリーズ2の選手が混在して登場する。

### 通常選手
通常選手はスカウトや契約書、ミキサー等から排出される series1 series2表記しかない選手のことを指す。series1では昨年度の成績から、series2はその年の前半戦の成績から能力査定が行われている。

### 覚醒選手
スカウトからは一切登場せず、半定期（約2、3ヶ月ごと）で開催されたイベントの報酬で配布されるもの。開催回ごとに「ドラフト1位ルーキー」「期待の若手」「ユーティリティー・プレイヤー」などのテーマに基づいた選手をピックアップする。配出される選手はBランクとAランクだが、Aランク選手は「覚醒」によってSランク選手にランクアップさせることができる。覚醒選手は同シリーズの通常選手よりスピリッツがやや低く（2019シリーズ2まで-200、2020シリーズ1以降-100）なっている。また、一部のミキサーとイベントでは、覚醒したSランク選手は他のSランク選手と別扱いとなる。覚醒選手はプロスピ交換会イベントには提出できない。

### 限定選手
シーズンで活躍した選手が厳選して、「プロスピファンフェスタ」「プロスピAチャンピオンシップ」など公式全国大会上位入賞者で配布されるもの。能力は該当選手の通常バージョンと同じだが、全国大会上位入賞という条件があった上配出数が極めて少ない（1選手あたり数名プレイヤー程度）ため、最上位者の証明のような役割を担っている。

### special選手（セレクション選手）
セレクション選手は通常選手と違い series1 TSや series2 OB 等の表記がある特別な選手の事を指し、特定のイベントや契約書、スカウト等でしか排出されない。
・TS（タイムスリップセレクション）
4月〜8月までのseries1期間に開催される
現在のNPBで背番号がある選手が対象（球団職員や、コーディネーターなどは対象外）
イベントの累計報酬やランキング報酬、限定スカウトで獲得可能
・EX（エキサイティングプレイヤー）
毎年KONAMIから選ばれた各球団2名の選手が対象。限定スカウトで獲得可能
3枠目に専用の特殊能力が付与されている
・OB
9月〜翌年3月までのseries2期間に開催される
過去にNPBに所属経験があり、TS対象外の選手が登場する。
イベントの累計報酬やランキング報酬、限定スカウトで獲得可能
・アニバーサリー
事前に行われる「アニバーサリー選抜総選挙」と呼ばれるユーザー参加型の投票イベントで、各球団得票率の高かった2名の選手が対象。
装飾としてサインが書いてあり、3枠目に専用の特殊能力が付与されている
・B9&TH（ベストナイン&タイトルホルダー）
その年に選ばれたセ・パ両リーグのベストナインの選手とタイトル（新人王も含む）を獲得した選手が対象。
例年は1弾〜3弾まで開催され、それぞれの弾で対象選手を1人無料で入手することが出来る。限定スカウトで獲得可能。

## 選手ステータス
選手ランク
選手に与えられたレアリティ。S〜Dまで存在する。 ランクが上がるにつれレベル・能力・スピリッツの上限値が上昇する。
選手レベル
選手に経験値を付与することで上がり、レベルが上がるとスピリッツや能力値も向上する。 レベルの最大値は選手ランクによる上昇・限界突破回数に伴って増加する。
スピリッツ
各選手に与えられた、強化によって上昇する数値。スピリッツの最大値は前述のように、ランクや選手のシリーズによって異なる。 試合やイベントでの対決に際し、対決する両選手のスピリッツに基づいた「スピリッツ対決」が行われ、その結果によって能力の変動などが発生する。（野手の走力、投手のスタミナには影響しない）
コスト
各選手に与えられる能力の合計値から算出された数値で、能力が高いほどコストも大きくなる。 また、オーダー編成は総コストの上限が決まっており、プレイヤーレベルの上昇でその値が上がっていく。
特訓レベル
特訓を行った回数。レベルが最大の10に達すると「MAX」の表示となる。
野手能力
- 打撃能力：「ミート」「パワー」「走力」。 レベルアップや特訓をすることで上昇させることができる他、スピリッツ対決や特殊能力発動によっても変動する（走力は影響を受けない）。
- 守備能力：「捕球」「スローイング」「肩力」。 強化やスピリッツ対決、特殊能力などの影響を受けない。Sランク「極」の野手のみ、特守をすることで上昇させることができる。
- 弾道：野手能力にのみ存在する項目で、各選手の打球タイプを示す。 「グラウンダー」「低弾道」「ラインドライブ」「中弾道」「高弾道」「パワーヒッター」「アーチスト」の7種。ラインドライブとアーチストは高スピンで打球速度が速いためよく使用されている。
- 守備適性：配置可能な守備位置を表し、守備範囲の広さに影響する。 S - G の適性値が存在し、C以下のサブポジションに配置すると「ポジション不適性」となりスピリッツ低下のペナルティがある（限界突破回数によってペナルティの緩和が可能）。
- 特殊能力：Bランク以上の選手が習得可能。発動は確率であり、発動すると自分や他選手の能力を変動させることができる。
- 選手傾向：選手ごとの「守備」「走塁」「盗塁」に関するプレースタイルについて、「積極」「普通」「慎重」の3段階でその傾向を示したもの。ただし走塁のステータスに慎重はない。
- 二刀流：通常、同じ選手は同一オーダーに重複登録することができないが、その能力を持つ選手だけ該当選手の野手版と投手版を同時に登録可能。ただし投手版が先発として登板、またはリリーフ投手に配置した場合、野手版が出場できなくなり、（スタメンに配置すると）その野手ポジションがベンチ枠内一番適性が高いプレイヤーに変更される。2025年7月末現在、大谷翔平専用の特殊能力。

投手能力
- 投球能力：「球威」「制球」「スタミナ」の各項目が存在。野手の打撃能力と同様、強化によって上昇し、またスピリッツ対決などによって数値が変動する（スタミナのみ影響を受けない）。
- 守備能力：野手と同様に「捕球」「スローイング」「肩力」を持っている。野手の守備能力のようにスピリッツ対決などによる影響を受けない。
- 球種：投手が操る持ち球を表す。変化球の名称、球速、球種ごとの項目、変化量がイラストで表示される（リアルタイム対戦のみ、相手打者よりも500以上スピリッツが低いと変化量が1小さくなる（下限値は1）。
- 投手適性：「先発」「中継ぎ」「抑え」の各起用法に対する適性。登板の際のスタミナ消費に影響する。 適性値はS - G。野手と同じく適性C以下のサブポジションに配置すると「ポジション不適性」でスピリッツ低下のペナルティがある。
- 特殊能力：野手に同じ。
- 二刀流：野手に同じ。
- 打撃能力：一部のイベントで投手が打席に立つことがある。

### 強化
- レベルアップ：獲得済みの選手に経験値を与えることで選手レベルの強化が出来る。試合を行うことで付与するか、ストック経験値を使って直接付与する。試合においては「ヒーロー」に選ばれることで取得経験値が上がる（通常の1.5倍）。レベルアップすることで、能力値とスピリッツ値を上昇させることができる。
- 特訓・限界突破・継承：強化したい選手（ベース選手）に対して、他の選手（トレーナー選手）を消費することでベース選手を強化することができる。
  - 特訓：トレーナー選手を消費して、ベース選手のスピリッツ値と能力値を強化する。最大10回可能。特訓成功は確率であり（特訓成功率）、トレーナー選手のランクや強化進捗度、消費数に応じて確率を変動させることができる。
  - 限界突破：ベース選手に対して「同ランク以上の同名選手」か、「選手レベル・特訓レベルのいずれかが最大の1ランク下の同名選手」をトレーナー選手として特訓に使用することで、選手レベルの上限値を解放することができる。各ランク最大5レベルまでの解放が可能。限界突破の回数に応じて選手のランクアイコンに「超〇（〇は限界突破の回数）」のアイコンが付く。限界突破によって解放されたレベル帯においてはレベルアップによる能力値の上昇はしない（スピリッツ値のみの上昇）。また、限界突破の回数に応じて適性C以下のサブポジションにおけるポジション不適性ペナルティが緩和される。
    - レベルアップ・特訓・限界突破を繰り返し、選手レベル・特訓レベルを最大にし、限界突破を5回行うと最大強化となり「超〇」が「極」というアイコンに変化する。

  - 継承：ベース選手に対して「レベルが最大」かつ「同ランクの同一選手」をトレーナー選手として消費することで、トレーナー選手の限界突破値・特訓レベル・特殊能力レベルの一部をベース選手に引き継ぐことができる。コインを必要としない。
- 特殊能力：試練などで獲得したアイテムを消費し、特殊能力を習得・レベルアップさせる。特殊能力レベルはランクごとに上限がある。
- 覚醒：「覚醒可能」なイベント限定のAランク選手の選手レベルを最大にした上で、「Aランク覚醒魂」、Aランク選手5人（Aランク選手の限界突破回数によって変動）、コインを消費することで、Sランクにランクアップさせることができる。Aランク時点での特訓・限界突破の度合いによって、覚醒に必要なAランク選手と消費コインが緩和する。覚醒後は選手レベル、特訓レベル、限界突破回数が全てリセットされる（特殊能力のみ引き継がれる）。また、同一シーズンでの比較では通常のSランク選手より最大スピリッツが100低い。
- 称号：最大強化となった「極」の選手に対し、さらに限界突破と同様の操作をすることで「称号」を付与することができる。称号には★1 - ★4のランクが存在し、付与することでさらに能力やスピリッツを変動させることができる。称号を獲得すると「極」のアイコンが称号のランクに応じた色で縁取られ、「極+」と表示される。
- スピリッツ解放 ：「極」時のスピリッツ最大値が低い過去シリーズのSランク選手のスピリッツ最大値を拡張することができる。Sランク選手を素材として消費する他、解放する選手のレベルが最大であること、かつ特訓レベルが5以上であることが条件。スピリッツ解放後はレベル1になり、特訓レベルと限界突破回数がともに一定数減少する。また2025年に追加されたスピリッツ超解放では 1選手だけ任意のSランク選手の限界突破が2減少し特訓・特殊能力レベルが0になる代わりに最新のスピリッツ解放の値まで解放できる。
- 特守：「極」時のSランク野手の守備能力を拡張する。一定数のBランク以上の選手や特守コーチを素材として消費することで、「捕球」「スローイング」「肩力」「守備適性（メイン/サブポジション）」のいずれかをランダムで強化することができる。また1回特守をする事に確定でスピリッツが1上昇する。

### 選手獲得
スカウト
本作の主要素の一つで、選手を手に入れる方法のもっとも代表的なもの。
ノーマルスカウト
試合の活躍報酬やイベントのステージポイントノルマ達成などで獲得可能な「スカウトポイント」を用いるスカウト。毎日1回スカウトポイント無しで引くことが可能。 不定期で1回当たりの消費ポイントが増えた上でCランク以上確定・非常に低確率でAランク以上登場といった要素が追加されるキャンペーンが開催される。
プレミアムスカウト
「エナジー」を消費して行うスカウト。Bランク以上が確定となっており、登場割合はBランクが89.0%、Aランクが8.5%、Sランクが2.5%である。通常のプレミアムスカウトのほか、新選手追加に合わせて登場確率・使用エナジーなどが変更される特別スカウトが登場する。
おおよそ1週間ごとにスカウトの種類が更新されており、それと同時に新選手が徐々にラインナップに追加されていくことが多い。
「記念スカウト（福袋スカウト）」は通算ダウンロード達成記念を始め、シーズン開幕・ゴールデンウィーク・後半戦開幕・○周年記念・クリスマス・正月などを記念して開催されるもので、10連スカウトの回数を重ねるごとに自チームSランク確定などの特典が付与される。
1連25エナジー・10連250エナジーが基本となるが例外も多数存在し、新シーズン開幕やマンスリー感謝祭など節目の記念スカウトでは、消費エナジー0で購入することができるものもある。
セレクション
期間限定の特別な選手(TS、OB、アニバーサリー、B9、TH等special選手)が登場するスカウト。現役選手の別バージョンの他、現役を引退した元選手の現役時代を再現した選手も配出される。また各スカウトごとには区切りがあり〇0連でセレクション選手確定 〇0連で自チームセレクション選手確定 と付いているものがある。
契約書
- - S/A/B/Cランク契約書：契約書使用時点でノーマルスカウト・プレミアムスカウトに収録された全選手（排出停止となった選手を除く、以下同）から、該当ランクの選手を獲得可能。
  - S/A/B/Cランク自チーム契約書：使用すると、お気に入りチームに設定している該当ランクの選手を獲得可能。
  - ゴールド契約書：使用すると、プレミアムスカウトと同じくBランク以上の選手を獲得可能（確率もプレミアムスカウトと同じ）。
  - Sランク選択契約書：契約書配布時点でプレミアムスカウトに収録された全てのSランク選手の中から1名を選択して獲得することができる。
  - イベント限定契約書（EX契約書）：プレミアムスカウトで収録されない選手（覚醒選手、セレクション選手など）でのみが登場する契約書。B - Sランクが存在する。
  - 10％/30％/33％契約書：「Sランク10％/30％契約書」と「Sランク（セレクション・OB・TS）33％契約書」2タイプが存在する。前者はAランク以上確定・10％（30%）の確率でSランク選手を獲得可能。後者はSランク確定で、33%の確率で対象のSランクセレクション選手を獲得可能。
  - Sランク契約書の補助券：8枚集めることで自動的にSランク契約書と交換される。

#### ミキサー
同一ランク（ミキサーによっては同一セレクション）の不要な選手を一定数消費することで、新たに選手を手に入れることが出来る機能。
「ノーマルミキサー」「自チームミキサー」が一部期間を除いて常設されているほか、期間限定のミキサーが実装される。
「セレクションミキサー」は主にB9THや特別なセレクション 侍ジャパン選手等をそのセレクションの選手を3選手か5選手で引くことが出来るミキサー。5選手を使用した場合、選択で欲しい選手を獲得出来る。
「ファイナルミキサー」はシーズン終盤で開催されるミキサーで、任意のレベルMAXのSランク選手1選手を使用してレベル1series2のSランク通常選手を獲得出来るミキサー。

### オーダー
獲得・強化した選手を試合に出場させるにはオーダーに登録する必要があり、オーダー画面にて編集が可能。先発投手5名、中継ぎ投手4名（内セットアッパー2名）、抑え投手1名、DHを含む野手9名と投手野手合わせて5名のベンチ枠の、計24名の選手から構成される。
また、オーダーに登録した選手のスピリッツの合計を「チームスピリッツ」とし、Vロードや試練、チャレンジカップのマッチングの際には相手チームのチームスピリッツとの「スピリッツ対決」が発生。その結果に基づいて試合における両チームの優劣と試合の流れが決定される。
通常オーダー
Vロードや練習試合、一部のイベントなどで使用するオーダー。選手育成のためのオーダーと位置付けられ、育成途上の選手が登録されることが多い。
リーグオーダー
「リーグ」に参加するためのオーダー。ユーザーが所持している選手の中で育成・強化が完了済みかつ最も強力な選手が登録されることが多いが、コスト上限が存在するため編成に制約がある。
リアルタイム対戦オーダー
「リアルタイム対戦」に参加するためのオーダー。リーグオーダー同様ユーザーが所持している選手の中で育成・強化が完了済みかつ最も強力な選手が登録されることが多く、コスト上限が存在しない。
イベントオーダー
イベント専用に用意されるオーダー。設定することで上記の3オーダーなどと混同することなくイベントを行うことができる。中にはイベント内でのみ使用できる選手で構成され、イベント終了とともに消滅するものもある。最強決定戦(コストリーグを除く)と全国大会のオーダーにはコスト上限が設けられていない。
オーダーを構成する諸要素
- 打順

スターティングメンバーに設定した野手の打順を編集できる。打順適性などはないため基本的には自由に打線を組めるが、選手の中には打順に関する特殊能力や、打順の組み方に関するコンボが存在する。
- コンボ

オーダーに登録している選手の能力や特殊能力、所属球団、打順などの組み合わせによってコンボが発動する。選手間やチーム間のスピリッツ対決において発動したコンボの合計値がスピリッツに加算されるため、スピリッツ自体は劣っていてもコンボによる上乗せによって優勢に持ち込むことができる。コンボには★1 - ★5のレア度があり、一定の確率で発動する。
- チーム方針

代打、代走、守備固め、継投の選手起用や、盗塁、エンドラン、送りバント、スクイズの作戦面の方針を設定することができる。それぞれ「積極的」「普通」「消極的」の3段階で設定できる。
- チームランク

「チームスピリッツ」の値に応じてG - A、S1 - S3、SSのランクが存在する。
- キャプテン

所持選手の中から1人をキャプテンに任命することができる。ユーザー情報にその選手のアイコンが表示される他、他のユーザーに対する「助っ人」となる。

### 選手名鑑
過去に実装された全選手の画像、能力、モデルビューアーを閲覧することができる。所持している選手もしくは過去に所持していた選手は明るく表示される。チームごと、シリーズごとに区切って表示されており、そこからランクごとポジションごとにさらに絞り込んで表示させることもできる。2022年の7周年アップデートより、そのシリーズで登場した同一ポジションの選手を12球団分まとめて表示したり、過去にも同一ランクで登場したことがある選手は、能力を見比べて確認できるようになる2つの新しい機能も追加された。

### 排出停止・シルエット化
本作には全て写真付きで実名選手（故人を含む）が実装されているが、海外リーグ移籍・引退・辞任・契約解除・支配下から育成選手への契約変更などの場合において、当該選手に対しての「シルエット化」処置が施されていた。
「シルエット化」をされた選手は通常のオーダー登録や試合操作、トレーナー選手として限界突破・継承などへ使用することは可能とする反面、自身の限界突破（レベルアップを除く）・特訓といった強化面が機能ロックされ、オンライン大会など一部イベントでもレギュレーションの対象となる。加えて、他ユーザーから見た場合は名前が「排出当時の所属球団名+背番号」の表記に変わり、選手グラフィックと選手写真が汎用のものに差し替えられるが、プレイヤーが所持している該当選手は「シルエット選手」のバナー表示が追加されるのみであり、写真などへ変更はない。なお、『ワールドスター』『OBセレクション』で排出された選手は引退時シルエット化の対象外だったほか、一旦シルエット化処置を受けても、翌シーズン以降に支配下登録選手・監督・コーチとしてNPBへ復帰した場合には解除された。
2019シーズンまではグランドオープン（当該年度Series 1への移行）の直前に前年度内に支配下外となった選手および辞任した監督・コーチに対しての「シルエット化」処置が施されていたが、2020シーズンよりNPBを引退・退団した選手に対しての「シルエット化」処置は原則行われなくなった。ただし、シーズン中の契約解除が行われた場合などには、選手の所属球団・アプリ運営側の判断で施行される場合がある。
この他、移籍・退団などにより排出時点の所属球団の支配下から外れた選手においては、元所属球団の通常バージョンが退団から一定のタイミングで排出停止処置が施されている（スカウトおよび契約書から獲得することができなくなる）。

### 日本代表（侍ジャパン）選手
本作には通常のNPB12球団選手・元選手が排出された他、国際大会開催の合わせて、日本代表（侍ジャパン）に選出された一部選手が大会当時を再現した別バージョンがセレクション選手として配出される場合もある。
侍ジャパンとWBSCなどとのライセンスの関係上、これらの選手は配出から一定期間で3Dモデルが日本代表のもの（選択球団のユニフォームで統一しても反映されない）に設定され、一部の大会ではシルエット選手と同様にレギュレーションで使用対象外、独自のシルエット化スケジュールを持つなど、システム上には該当選手のNPBバージョンと別扱いとなる。
なお、代表選手はセレクション配出から一定期間（基本的に配出から約9～10ヶ月）経過後、3Dモデルが対応したNPB球団のものに変更され、その際選手によっては大会への使用制限も解除する（条件付き解除を含む）ことがある。

## イベント
先述の試合の他に様々なイベントが存在する。1週間ごとに更新されるものが多いが、中には2日間、3日間、5日間など短・中期間のイベント、1ヶ月以上に及ぶ長期間のイベント、他のイベントと併せて開催されるサブイベントなども存在する。
また、各イベントに様々な報酬が用意されており、大きく分けて累計獲得ポイント数に応じて得られる累計報酬と、他のユーザーと合計獲得ポイント数を争いその順位に応じて得られるランキング報酬が存在する。イベントによっては累計報酬のみのものや累計報酬、ランキング報酬の両方が用意されているものもある。

## その他

### アイテム
ゲームを進めるにあたって必要なアイテムが存在する。それぞれ試合やイベント報酬、ログインボーナス、アプリ内課金などで手に入れることができる。
- エナジー：本アプリ内における仮想通貨。主にスカウトに使用する他、スタミナやイベントコストの回復にも使用可能。
- コイン：特訓や特殊能力習得などの選手強化に必要となる。
- スカウトポイント：ノーマルスカウトや、「ルーレットヒッター[注 9]」のルーレット交換に使用できる。
- Vメダル：Vロード終了後のストーブリーグスカウトに使用。メダル1枚につき一回スカウトが行われ、選手、エナジー、コインなど様々なアイテムを得られる。
- スピメダル：所定の数を集めることで「スピストア」にて様々なアイテムと交換ができる。アイテムごとに毎月の交換可能数が設定されている。
- 特訓/限界突破/特守コーチ：選手の代わりに選手強化に使用できる強化素材。S - Bランクがある。限界突破コーチはそれぞれのランクに対してのみ使用可能。
- 試練チケット：開催されていない試練を解放できる他、5枚同時に使用することで「試練大解放」を発動できる。コインと交換することができる。
- ユニチケット：10枚集めることで1回「ユニBOX」を引くことができ、各球団の特殊ユニフォームを手に入れることができる（ただし、エナジーでのみ交換されるものが存在する）。3回ユニBOXを引くことで、好きな球団の特殊ユニフォームを確実に引くことができる「自チーム確定の権利」を1回獲得することができる。1枚500コインとの交換が可能。なお、グランドオープン時に前シーズンの各球団の特殊ユニフォームと未使用のユニチケットが破棄され、持ち越しはできない。
- Aランク覚醒魂：覚醒可能のAランク選手を覚醒する際に使用。コインと交換することができる。
- 印：特殊能力習得の際に使用。「閃き」「開眼」「真価」の3種。
- 証、指南、極意書：特殊能力習得の際に使用。それぞれ「剛力」「俊敏」「技巧」「心」の4種がある。
- 称号の極意書：称号獲得を1回行うごとに1つ得られるもので、称号獲得する際に使用することで得られる称号を絞り込むことができるサポートアイテム。称号をつける際、5個まで使用でき、使用する個数が多い程、☆4の称号がつく確率が高まる。 リアルタイム対戦の大会モードでの累計報酬でも入手することが可能である。

### その他
ソーシャル
2022年の7周年アップデートより、フレンドの機能が改修されソーシャルが誕生した。フォローとフォロワーが分けられ、フォローは100人まででフォロワーは無制限となった。これまでは相互フォローの状態でフレンドが成立していたが一方的なフォローが可能になって申請の許可が不要になった。Vロードなどの試合終了画面やリーグのマッチング画面、ユーザーIDによる検索から申請することができる。Vロードなどの試合において他のユーザーがキャプテンに設定している選手のスピリッツがチームスピリッツに加算される「助っ人」機能や、「ルーレットヒッター」のルーレットを行いアウトになっても、同時間帯にログインしているフレンドがいるとアウトにならず、もう一度引かせてくれる機能、フレンドの通常オーダー、リーグオーダーとCPUで対戦できる練習試合の機能などがある。
ミッション
ログイン日数やプレイ実績などゲームを進めていくことで達成できる。クリアすることでエナジーや契約書など様々なアイテムを手に入れることができる。常時用意されている通常のミッションの他に1日毎に更新されるデイリーミッションやイベント限定のスペシャルミッションもある。
ユーザー情報
- マイページ

本作におけるメイン画面に当たる。リーグや開催中のイベント、プレゼントボックス、お知らせなどの各ページに直接アクセスできる他、通常のオーダーの情報が表示される。画面中央にはキャプテンに指名した選手＋通常オーダーに登録している選手からランダムに選ばれた2名の計3名の選手が表示される。
- ユーザー名

ゲーム内におけるユーザーのハンドルネーム。10文字以内で自由に設定することができ、変更は1ヶ月に3回可能。リーグランキングやイベントなどで表示される。
- プロフィール

プレイヤーレベルや所属リーグなどのプレイヤーステータスや、リーグオーダー、フリーコメント、実績などのユーザーの情報が表示される画面。ユーザー自身が自由に編集することが出来る。フォロー申請の際やソーシャル、リーグなどのマッチング画面から他ユーザーのプロフィールを閲覧できる。
- お気に入りチーム

NPBの12球団の中から1チーム選択でき、試合時のチームアイコンや試合中のアナウンス、ユニフォームグラフィックなどに適用される他、名に“自チーム”"お気に入りチーム"などを冠するスカウトや契約書の結果に反映される。
- ユーザーアイコン

プレイヤーステータスなどと同時に表示される。標準実装されている通常アイコンと、イベントやミッションクリアの報酬として配布されるスペシャルアイコン、プレミアムストアで購入することができるプレミアムアイコンがある。
ユニフォーム
全12球団の最新のホーム／ビジターのユニフォームが収録されている。設定にて「選択球団のユニフォームで統一」を選択するとオーダーに登録している選手に、実際の所属球団に関わらずお気に入りチームのユニフォームを着用させることもできる（一部の日本代表選手を除く）。また、Vロードで手に入れることができる「ユニチケット」を使用して「ユニBOX」を解放することで、12球団の特殊ユニフォームを使用できるようになる。また、「エナジー」を使うことによって「オールドユニフォーム」も使用できるようになる。
プロ野球情報
実際のプロ野球に関する情報が閲覧できる。トップニュースの他、順位表や成績一覧、試合速報、試合日程などを見ることができる。
お知らせ
イベントやキャンペーン、選手追加、スカウト、アップデート、メンテナンス、不具合等各種情報などに関する運営からの通知が届く。マイページにお知らせアイコンが表示されており、未読の通知がある場合はアイコンに赤いバッジがつく。